# 第16・17回東京音楽祭
第16回東京音楽祭（16th Tokyo Music Festival）は、16回目の東京音楽祭である。アジアデー1987年6月17日〜6月19日の3日間、第17回東京音楽祭（17th Tokyo Music Festival）は、17回目の東京音楽祭である。アジアデー1988年5月31日〜6月3日の4日間、それぞれ日本武道館他にて開かれた。大会の模様は中継録画で放映。
- 第15回東京音楽祭-第16・17回東京音楽祭-第18回東京音楽祭

## 第16回
- 司会：三枝成彰、三雲孝江

### アジア・デー
参加アーティスト
- エリサ・チャン Elisa Chan／陳潔靈（香港）
- 早見優（日本）
- クー・チャンモ／구창모（韓国）
- ラヒマ・ラヒム Rahimah Rahim（シンガポール）
- レーモンド・ラウチェンコ Raymond lauchengco（フィリピン）
- アンチェリー・チョンカデキッド（タイ）
- ウー・シャオイン（中国）

　スペシャルゲスト
- アラン・タム（香港）
- レスリー・チャン（香港）
- チョー・ヨンピル（韓国）
- 森進一（日本）
- キム・セレナ（韓国）
- キム・ヨンジャ（韓国）
- ケー・ウンスク（韓国）

### ミュージック・オブ・トゥデー
参加アーティスト（一部不明）
- グロリアエステファン＆マイアミサウンドマシーン（アメリカ）Gloria Estefan
- パンドラ Pandora（メキシコ）Best Dance music artist
- バルドー「Magic Carpet Ride」 Bardeux（イギリス）Best New artist
- バタフライ「恋のプリズム」 Butterfly（カナダ）
- MEL＆KIM（イギリス）※欠場
- グレゴリー・アボット 「Shake Down」Gregory Abbott（アメリカ）Best R&B artist
- ザ・スクエア（日本）Best Jazz/Fusion artist
- カッティング・クルー「I Just Died in your Arms」 Cutting Crew（イギリス）Best Rock artist
- ジェッツ the Jets（アメリカ） Best New Group artist
- 本田美奈子（日本）ゲスト

### ゲスト
- 萩原健一（日本）※この回に参加かどうかは不明。
- グロリア・エステファン&マイアミサウンドマシーン（アメリカ）Gloria Estefan and MIAMI SOUND MACHINE　「コンガ」「リズムでゲット・ユー」
- クール・アンド・ザ・ギャング（アメリカ） ゲスト・プレゼンター
- アース・ウィンド・アンド・ファイアー（アメリカ）
- マイケル・フォーチュナティ「GIVE ME UP」Michael Fortunati（イタリア）Best Dance music artist

## 第17回
第17回は吉田工業が特別協賛のためYKKスペシャルとして開催
- 司会：生島ヒロシ・三雲孝江 - アジアデー、小林克也 - ミュージック・オブ・トゥデー

### 日程
1988年5月31日(火)〜6月3日(金)の4日に渡り開催
- 5月31日(火)　前夜祭（レセプションパーティー）
- 6月01日(水)　ロック・スペシャル（ロックデー）
- 6月02日(木)　アジア大会（アジアデー）
- 6月03日(金)　スペシャル・ゲスト・ショー
- 6月04日(土)　世界大会（ミュージックオブトゥディ）、サヨナラパーティー

### アジア・デー
参加アーティスト（8アーティスト）
- アン・ブリッジウォーター/柏安妮（香港）Ann Bridgewater
- パン（タイ）Pan
- チュー・ヒョンミ／주현미「夜のスカイラウンジ」（韓国）
- ダトー・シェイク「Mengapa」（マレーシア）Dato Shake
- ニッキー・アストリア（インドネシア）Nicky Astria
- 王蘭／ワンラン「私の故郷」（中国）Wang rang
- ジェフリー・コルネル（フィリピン）jeffrey Coronel
- 荻野目洋子「ダンシングヒーロー」（日本）

司会は生島ヒロシと酒井ゆきえ。オープニングは宗次郎のオカリナが演奏され、間奏で各国アーティストが紹介された。 
エンディングには谷村新司がこの音楽祭アジアデーのためにつくった「花」を合唱。ゲストには、アグネス・チャン、ジュディ・オング、テレサテン、黒柳徹子、谷村新司、チョー・ヨンピル、森進一。

### ロック・デー
参加アーティスト（一部不明）
- 浜田麻里
- 聖飢魔II
- VOW WOW
- グレン・メディロス Glenn Medeiros（アメリカ）
- ジョニー・ヘイツ・ジャズ Johnny Hates Jazz（イギリス）
- ウェット・ウェット・ウェット 「Angel Eyes」Wet wet wet（イギリス）

### ゲストショー
- アース・ウィンド＆ファイアー Earth, Wind & Fire

### ミュージック・オブ・トゥデー（世界大会）
参加アーティスト（一部不明）
- ジョディ・ワトリーJody Watley（アメリカ）Best R&B artist
- エリサ・フィオリオElisa Fiorillo（アメリカ）「恋するエリサ」Elisa（アメリカ）Best Pop artist
- Nadja（日本）「wishful Best New artist
- 日野皓正
- 吉原すみれと天野正道　コンピュータ音楽と打楽器コラボの現代音楽
- クール＆ザ・ギャング Kool & the Gang（アメリカ）
- アース・ウィンド＆ファイアー Earth, Wind & Fire（アメリカ）
- チャーリー・シーン Charlie Sheen(ゲストプレゼンター)（アメリカ）
- フィリス・ハイマン Phyllis Hyman(ゲストプレゼンター)（アメリカ）
- アンテナ Isabelle Antena（ベルギー）Best international female singer artist
- 石黒ケイ（日本） Best Jazz artist
- シンシア・ギブ(ゲストプレゼンター)
- 十朱幸代(ゲストプレゼンター)
- 沢口靖子(ゲストプレゼンター)

### TV中継スタッフ
スペシャルゲストショー「アース・ウィンド＆ファイアー」
- 技術：橋本英一、佐藤満
- TD：斉藤清一
- 映像（カメラ）：佐藤賢二郎
- 調整：山中正弘
- 音声：山岡三郎
- 照明：吉田克弥、半田和夫（共立）
- PA：音研
- 美術：三原康博、浦上憲司
- 美術制作：和田一郎
- 演出補：利根川展
- 演出スタッフ：千葉隆寿郎
- タイム・キーパー：川瀬知子
- 舞台監督：森昌博
- 中継ディレクター：高田卓哉
- プロデューサー：渡辺正文、五十嵐衛